# Lamottella
Genre
Lamottella est un genre d'araignées aranéomorphes de la famille des Salticidae.

## Répartition
Les espèces de ce genre se rencontrent en Guinée et au Ghana.

## Liste des espèces
Selon World Spider Catalog (version 26, 04/07/2025) :
- Lamottella longipes Rollard & Wesołowska, 2002
- Lamottella proszynskii Wawer & Wesołowska, 2025

## Systématique et taxinomie
Ce genre a été décrit en 2002 dans les Salticidae par Rollard & Wesołowska,.

## Étymologie
Ce genre est nommé en l'honneur de Maxime Lamotte.

## Publication originale
- (en) Christine Rollard et [Wanda Wesołowska, « Jumping spiders (Arachnida, Araneae, Salticidae) from the Nimba Mountains in Guinea », Zoosystema, Paris, vol. 24, no 2,‎ 2002, p. 283-307 (ISSN 1280-9551, e-ISSN 1638-9387, lire en ligne, consulté le 4 juillet 2025).